# Kevin Kane
Kevin Kane (* 16. Februar 1983 in Rinteln, Deutschland) ist ein ehemaliger britischer Biathlet.

## Karriere

### Schneller Aufstieg ins Weltcupteam (2005–2008)
Kevin Kane begann im Jahr 2000 mit dem Biathlon und gehörte ab 2005 dem britischen Nationalkader an. In dem Jahr bestritt Kane im Rahmen des Biathlon-Europacups auch seine ersten internationalen Rennen. Ein erster Höhepunkt wurden die Biathlon-Europameisterschaften 2006 in Langdorf mit den Rängen 61 im Einzel, 75 im Sprint und 17 in der Staffel.
Zu Beginn der Saison 2006/07 gab der Brite in Östersund als 109. eines Einzels sein Debüt im Biathlon-Weltcup. Folgerichtig wurde nach einer Saison im Weltcup das Großereignis der Saison die Biathlon-Weltmeisterschaften 2007 in Antholz. Kane betritt drei Rennen, wurde 98. des Einzels, 95. des Sprints und 21. mit der Staffel. Kurz danach lief er gegen Ende der Saison in Lahti als 84. eines Einzels auf sein bis dahin bestes Weltcup-Ergebnis. 2008 startete Kane sowohl bei der Weltmeisterschaft in Östersund als auch der Europameisterschaft in Nové Město na Moravě. Im Sprint kam er auf den 102., im Einzel auf den 85. Platz, mit der Staffel wurde er 23. In Nove Mesto erreichte er mit dem 64. Platz im Einzel, Rang 51 im Sprint, 49 in der Verfolgung und 15 mit der Staffel gute Resultate. 

### Teilnahmen an weiteren Weltmeisterschaften (2009–2015)
Ein Jahr später nahm Kane ein weiteres Mal an einer Weltmeisterschaft teil. Im südkoreanischen Pyeongchang erzielte er die Ränge 72 und 60 in den Einzelbewerben sowie Position 25 mit der Staffel. Der sechzigste Rang im Einzel war zugleich das insgesamt beste Weltcupergebnis seiner Karriere. Auch an den Weltmeisterschaften 2012 und 2013 nahm der Brite teil, in Nové Město na Moravě erzielte er mit Position 61 im Sprint sein zweitbestes Karriereresultat. Kane wurde zwar nicht für die Olympischen Spiele nominiert, startete aber auch in den Folgejahren fast durchgehend im Weltcup. Letztes Großereignis in der Karriere Kanes wurden die Weltmeisterschaften 2015, bei denen er allerdings nicht überzeugen konnte.
National gewann Kane fünf Titel, 2005 und 2006 im Teamwettbewerb, 2006 zudem mit der Staffel. 2010 siegte er im Sprint und im Massenstart. Hinzu kommen je sieben Vizemeistertitel und sechs dritte Ränge.
In der Saison 2015/16 sprang er noch einmal für zwei Staffelrennen im Weltcup ein, nach dem in Antholz beendete er wie sein Teamkollege Lee Steve Jackson mit 32 Jahren seine Karriere.

## Persönliches
Der gebürtige Deutsche lebt im schottischen Dumfries.

## Statistiken

### Biathlon-Weltcup-Platzierungen
Die Tabelle zeigt alle Platzierungen (je nach Austragungsjahr einschließlich Olympische Spiele und Weltmeisterschaften).
- 1.–3. Platz: Anzahl der Podiumsplatzierungen
- Top 10: Anzahl der Platzierungen unter den ersten zehn (einschließlich Podium)
- Punkteränge: Anzahl der Platzierungen innerhalb der Punkteränge (einschließlich Podium und Top 10)
- Starts: Anzahl gelaufener Rennen in der jeweiligen Disziplin

| Platzierung         | Einzel | Sprint | Verfolgung | Massenstart | Staffel | Gesamt |
| ------------------- | ------ | ------ | ---------- | ----------- | ------- | ------ |
| 1. Platz            |        |        |            |             |         |        |
| 2. Platz            |        |        |            |             |         |        |
| 3. Platz            |        |        |            |             |         |        |
| Top 10              |        |        |            |             |         |        |
| Punkteränge         |        |        |            |             | 41      | 41     |
| Starts              | 20     | 53     |            |             | 41      | 114    |
| Stand: Karriereende |        |        |            |             |         |        |

### Biathlon-Weltmeisterschaften
Ergebnisse bei den Weltmeisterschaften:
| Weltmeisterschaften | Weltmeisterschaften | Einzelwettbewerbe | Einzelwettbewerbe | Einzelwettbewerbe | Einzelwettbewerbe | Staffelwettbewerbe | Staffelwettbewerbe |
| Jahr                | Ort                 | Einzel            | Sprint            | Verfolgung        | Massenstart       | Herrenstaffel      | Mixedstaffel       |
| ------------------- | ------------------- | ----------------- | ----------------- | ----------------- | ----------------- | ------------------ | ------------------ |
| 2007                | Antholz             | 98.               | 95.               | –                 | –                 | 21.                | –                  |
| 2008                | Östersund           | 85.               | 102.              | –                 | –                 | 23.                | –                  |
| 2009                | Pyeongchang         | 60.               | 72.               | –                 | –                 | 25.                | –                  |
| 2012                | Ruhpolding          | –                 | 104.              | –                 | –                 | –                  | –                  |
| 2013                | Nové Město          | 104.              | 61.               | –                 | –                 | 22.                | 25.                |
| 2015                | Kontiolahti         | 114.              | 108.              | –                 | –                 | 24.                | –                  |